# Großröda
Großröda là một đô thị thuộc huyện Altenburger Land, trong bang Thüringen, Đức. Đô thị Großröda có diện tích 2,67 km².